# Gnato Gbala
 (mai 2020).
Gnato GBala, né le 4 juin 1964 à Gagnoa (Côte d'Ivoire) est un footballeur international ivoirien.

## Biographie
Gnato G'Bala passe la majorité de sa carrière au sein de l'US Créteil. Il est joueur également du RC Lens avec lequel il joue une saison en Ligue 2. Il est aussi joueur du Paris FC pendant deux saisons,.
Considéré comme un joueur prometteur, il participe à la Coupe du monde des moins de 20 ans en 1983[réf. nécessaire].
Un an plus tard, il reçoit sa première sélection en équipe de Côte d'Ivoire lors de la CAN 1984,.
Il ne s'impose finalement pas avec l'équipe nationale et sa sélection à la CAN reste son unique sélection. G'Bala connaît la Ligue 2